# Léonide-Nestor-Arthur Ricard
Nestor Ricard (né le 24 juillet 1882 à Saint-Barnabé, mort le 20 juin 1924 à Berthierville) est un notaire et un homme politique québécois. Il a été député de la circonscription de Saint-Maurice à l'Assemblée législative du Québec de 1920 à 1924.

## Biographie
Nestor Ricard  est le fils de Charles Ricard, cultivateur, et de Flore Gélinas. Il étudie à l'université Laval à Montréal. Il est admis à la pratique du notariat le 20 octobre 1910. Il exerce le notariat à Montréal jusqu'en 1920, puis il s'établit à Shawinigan Falls.
Lors de l'élection partielle du 19 octobre 1920 dans la circonscription de Saint-Maurice, il est candidat libéral indépendant et il est élu député à l'Assemblée législative, défaisant le candidat officiel du Parti libéral, Alphonse-Edgar Guillemette. Il succède à Georges-Isidore Delisle, mort six mois plus tôt.
Le 6 décembre 1922, il fait adopter à l'Assemblée législative une résolution qui introduit à l'Assemblée la récitation d'une prière religieuse, une pratique qui aura cours pendant cinquante ans, jusqu'en 1972,.
Il est réélu à l'élection générale québécoise de 1923, sous l'étiquette du Parti libéral, mais décède en fonction, le 20 juin 1924, à Berthierville à l'âge de 41 ans, un mois avant son 42e anniversaire. Il est inhumé dans le cimetière de la paroisse de Saint-Barnabé le 24 juin 1924.